# Piedicorte-di-Gaggio
Piedicorte-di-Gaggio település Franciaországban, Haute-Corse megyében. Lakosainak száma 109 fő (2022. január 1.). Piedicorte-di-Gaggio Pietraserena, Focicchia, Antisanti, Altiani, Giuncaggio, Sant’Andréa-di-Bozio, Vezzani és Zuani községekkel határos.

## Népesség
A település népességének változása:
| Lakosok száma | 194  | 135  | 129  | 120  | 109  | 101  | 97   | 98   | 99   | 109  |
|               | 1968 | 1982 | 1990 | 2006 | 2011 | 2016 | 2017 | 2019 | 2020 | 2022 |